# Túc Minh Thuận Thánh Hoàng hậu
Túc Minh Thuận Thánh hoàng hậu (chữ Hán: 肅明順聖皇后, ? - 693), là Hoàng hậu của Đường Duệ Tông Lý Đán, một vị Hoàng đế nhà Đường trong lịch sử Trung Quốc.

## Tiểu sử
Lưu hoàng hậu xuất thân từ gia tộc ở Bành Thành, Từ Châu, gia cảnh nhiều đời làm quan. Tằng tổ phụ là Lưu Tử Tương (劉子将), làm Thứ sử Hòa Châu thời Bắc Tề, ông nội là Hình bộ Thượng thư Lưu Đức Uy (劉德威), một đại thần thời Đường Thái Tông, sau khi mất tặng Thượng thư bộ Lễ, U Châu Đô đốc, còn được táng vào nơi chuyên nhập táng các danh thần thời Đường là Hiến lăng (獻陵). Cha của Lưu hoàng hậu là Thiểm Châu thứ sử Lưu Diên Cảnh (劉延景), là con trai thứ của Lưu Đức Uy với Bình Thọ huyện chúa (平寿县主).
Khoảng năm Nghi Phượng (từ 676 - 679), dưới triều của Đường Cao Tông Lý Trị, Lưu thị trở thành thiếp của Tương vương Lý Đán, hiệu Nhụ nhân (孺人). Sau đó, Lưu thị hạ sinh ra ba con là Ninh vương Lý Thành Khí và hai công chúa là Thọ Xương công chúa (壽昌公主) và Đại Quốc công chúa (代國公主), nên chính thức trở thành Vương phi. Đương thời bà có tiếng hiền, được Cao Tông trong một yến hội đánh giá cao.
Năm Văn Minh nguyên niên (684), sau khi Đường Cao Tông Lý Trị băng hà, Hoàng thái tử Lý Hiển nối ngôi, trở thành Đường Trung Tông. Tuy nhiên, chỉ sau khoảng 2 tháng là bị mẹ là Hoàng thái hậu Võ Tắc Thiên phế truất. Em trai của Trung Tông là Lý Đán được đưa lên làm Hoàng đế thay thế, tức Đường Duệ Tông. Lưu vương phi được lập làm Hoàng hậu. Con trai Lưu hoàng hậu là Lý Thành Khí được lập làm Hoàng thái tử.
Năm Tái Sơ thứ 2 (690), dưới áp lực của các phe cánh, Duệ Tông nhường ngôi cho mẹ mình là Võ hậu, bà chính thức trở thành Hoàng đế Võ Chu, làm gián đoạn nhà Đường. Với tư cách con trai của Võ Hoàng, Duệ Tông trở thành Trữ quân, nhưng nhận tước hiệu [Hoàng tự; 皇嗣] thay vì Thái tử, đổi họ Lý thành họ Võ. Lưu hậu sau 7 năm tại ngôi bị giáng xuống làm [Hoàng tự phi; 皇嗣妃].

## Bị Võ hậu giết
Năm Trường Thọ thứ 2 (693), dưới Triều đại của Võ Tắc Thiên, đại thần Võ Thừa Tự (武承嗣) được Võ Tắc Thiên tin tưởng, do có mâu thuẫn với Võ Đán (đã đổi họ Lý thành họ Võ), đã vu cáo Lưu thị cùng người thiếp của Hoàng tự Võ Đán là Đậu thị lập đàn bùa phép mưu hại Võ hậu. Vào một dịp khi Lưu thị và Đậu thị đến thỉnh an Võ Tắc Thiên tại Vạn Phụng Thần cung (萬象神宮), chờ đến khi cả hai đi khỏi, Võ Tắc Thiên đã sai người giết cả hai. Thi thể cả hai người được giấu kín trong cung. Trước sự mất tích của hai người vợ, Võ Đán lo sợ không biết mẹ mình sẽ làm gì tiếp theo.
Năm Cảnh Vân nguyên niên (710), Đường Duệ Tông đăng cơ trở thành Hoàng đế lần thứ 2, Lưu thị được truy thụy hiệu là Túc Minh Thuận Thánh hoàng hậu (肅明順聖皇后). Tuy nhiên, do không tìm được thi hài của Lưu hoàng hậu và Đậu Đức phi, Duệ Tông chỉ an táng trên danh nghĩa Lưu hoàng hậu vào lăng mộ hoàng tộc là Huệ lăng (惠陵), lập miếu gọi là Nghi Khôn miếu (儀坤廟).
Sau khi Duệ Tông qua đời, Túc Minh Lưu Hoàng hậu được phụ táng cùng ông và Chiêu Thành Đậu Hoàng hậu (mẹ của Đường Minh Hoàng) ở Kiều lăng (桥陵). Do Chiêu Thành Đậu Hoàng hậu là mẹ của Đường Minh Hoàng, bà được truy tôn Hoàng thái hậu và cùng phụ vào Thái Miếu với Duệ Tông. Dù Túc Minh Lưu Hoàng hậu là chính thất, nhưng mãi đến năm Khai Nguyên thứ 20 (732), bà mới được thăng phụ Thái Miếu cùng Duệ Tông và Chiêu Thành Đậu Hoàng hậu.

## Hậu duệ
Lưu hoàng hậu có với Đường Duệ Tông 3 người con, 1 hoàng tử và 2 hoàng nữ:
1. Hoàng trưởng tử Lý Thành Khí [李成器; 679 - 15 tháng 1, 742], sau đổi tên là Lý Hiến (李憲), con trai trưởng của Duệ Tông. Ông tính người tài hoa, trọng thi ca, hưởng thụ. Khi Duệ Tông phục vị, ông nhường ngôi Hoàng thái tử cho người em là Lý Long Cơ, sau khi Long Cơ đăng ngôi, rất coi trọng ông, phong chức Thái tử Thái sư, Thái úy, tước vị Ninh vương (寧王). Sau khi qua đời, ông được tôn phong làm Nhượng hoàng đế (让皇帝).
2. Hoàng trưởng nữ Thọ Xương công chúa [壽昌公主; 680 - ?], hạ giá Thôi Trân (崔珍).
3. Hoàng tứ nữ Đại Quốc công chúa [代國公主; 689 - 734], tên Hoa (华), tiểu tự Hoa Uyển (華婉), sơ phong Thọ Quang huyện chúa (壽光縣主), hạ giá lấy Trịnh Vạn Quân (鄭萬鈞). Duệ Tông phục vị, tấn phong Vĩnh Xương công chúa (永昌公主), Huyền Tông tấn phong Đại Quốc Trưởng công chúa (代國長公主). Bà sinh được 2 trai và 4 gái, con trưởng Trịnh Tiềm Diệu (鄭潛曜), về sau lấy Lâm Tấn công chúa (臨晉公主).